# Самбрано, Карлос (футболист)
Ка́рлос Аугу́сто Самбра́но Очанда́рте (исп. Carlos Augusto Zambrano Ochandarte; род. 10 июля 1989, Кальяо) — перуанский футболист, защитник клуба «Альянса Лима». Игрок национальной сборной Перу.

## Биография
В 16 лет перешёл в «Шальке 04», скауты которого заметили его на отборочном этапе юношеского чемпионата мира до 17 лет 2005 года. Он сразу же стал игроком основного состава юношеской команды и в 2007 году был заявлен за дубль гельзенкирхенцев, где сыграл, правда, всего один матч. В 2008 году был заявлен за основную команду, но ни одного матча в том сезоне не сыграл. Перед сезоном 2009/10 попал под омоложение команды с такими игроками, как Кристоф Мориц, Льюис Холтби и Лукас Шмиц. За основной состав «Шальке» дебютировал 1 августа в кубковом матче против «Германии Виндек». Примечательно, что Карлос начал матч в стартовом составе и уже на 10-й минуте сумел распечатать ворота противника. Дебютировал в Бундеслиге 8 августа 2009 года в матче против «Нюрнберга», закончившемся победой гельзенкирхенцев со счётом 2:1. На поле Карлос провёл все 90 минут.
В июле 2016 года перешёл в российский «Рубин». Дебютировал 27 августа в гостевом матче 5 тура чемпионата России, проведя полный матч против «Оренбурга». Перуанец провёл 21 матч в РФПЛ, отметившись 1 результативной передачей.
В первой части сезона 2017/2018 играл на правах аренды в составе греческого ПАОКа, однако посреди сезона с ним разорвали арендное соглашение.
30 января 2018 года подписал контракт с киевским «Динамо». Соглашение футболиста с киевлянами заключено на четыре года. 
С июня 2018 в аренде в Базеле, швейцарский клуб арендовал  перуанского футболиста до конца сезона-2018/19 с правом последующего выкупа. После окончания сезона 2018/2019 вернулся в «Динамо», так как клубы не сумели договориться о финансовой составляющей перехода. 
31 января 2020 года Карлос перешёл в аргентинский Бока Хуниорс, так и не сыграв за «Динамо» ни одного матча. Клубы договорились не разглашать детали перехода, но по сообщениям СМИ этот переход обошёлся в €1—1,8 млн.

### Карьера в сборной
26 марта 2008 года дебютировал в основной сборной команде Перу. Примечательно также, что и в этом дебюте, выйдя в основном составе, он забил гол в ворота противника, коим в тот вечер была коста-риканская сборная. Случилось это на 45-й минуте. С того матча Карлос сумел закрепиться в основном составе сборной.

## Достижения
«Шальке 04»
- Серебряный призёр чемпионата Германии: 2009/10

«Базель»
- Обладатель Кубка Швейцарии: 2018/19

Сборная Перу
- Серебряный призёр Кубка Америки: 2019
- Бронзовый призёр Кубка Америки: 2015